# Bavuudorjiin Baasankhüü
Bavuudorjiin Baasankhüü (Mörön, 26 de novembro de 1999) é uma judoca mongol, medalhista olímpica.